# Loren H. Rieseberg
Loren H. Rieseberg (né en 1961) est un botaniste canado-américain.

## Biographie
Né en Alberta, au Canada, sa famille déménage aux États-Unis. Il est diplômé de l'université d'État de Washington avec un doctorat en 1987.
Il est professeur de botanique à l'Université de la Colombie-Britannique et professeur émérite de biologie à l'université de l'Indiana, et chef du laboratoire Rieseberg,. En octobre 2016, il est nommé directeur du Centre de recherche sur la biodiversité de l'UBC, en remplacement de Sally Otto. Il fait partie des comités de rédaction de nombreuses revues et dirige Molecular Ecology pendant de nombreuses années,.
Il reçoit le prix David Starr Jordan en 1998 ,, une Bourse MacArthur en 2003. En 2010, il est élu membre de la Royal Society  de la Société royale du Canada et de la Société de biologie . Il reçoit la médaille Darwin-Wallace en 2012 .

## Publications
- Rieseberg, LH et JH Willis. "Plant speciation". 2007. Sciences 317:910-914.
- Rieseberg, LH, TE Wood et E. Baack. 2006. "The nature of plant species". Nature 440:524-527.
- Harter, AV, KA Gardner, D. Falush, DL Lentz, R. Bye, LH Rieseberg. 2004. "Origin of extant domesticated sunflowers in eastern North America". Nature 430:201-205.
- Burke, JM et LH Rieseberg. 2003. "The fitness effects of transgenic disease resistance in wild sunflowers". Sciences 300:1250.
- Rieseberg, LH, O. Raymond, DM Rosenthal, Z. Lai, K. Livingstone, T. Nakazato, JL Durphy, AE Schwarzbach, LA Donovan et C. Lexer. 2003. "Major ecological transitions in annual sunflowers facilitated by hybridization". Science 301:1211-1216.
- Rieseberg, LH, A. Widmer, MA Arntz et JM Burke. 2002. "Directional selection is the primary cause of phenotypic diversification". Proceedings of the National Academy of Sciences 99: 12242-12245.